# Tongi
Tongi er en by i det centrale Bangladesh, med et indbyggertal (pr. 2001) på cirka 301.000. Byen ligger tæt ved landets hovedstad Dhaka, og vil med landets kraftige befolkningstilvækst sandsynligvis vokse sammen med denne[kilde mangler].
23°53′N 90°24′Ø / 23.883°N 90.400°Ø